# 28534 Taylorwilson
28534 Taylorwilson è un asteroide della fascia principale. Scoperto nel 2000, presenta un'orbita caratterizzata da un semiasse maggiore pari a 2,2641268 UA e da un'eccentricità di 0,0731220, inclinata di 7,50573° rispetto all'eclittica.